# Robert I. (Parma)

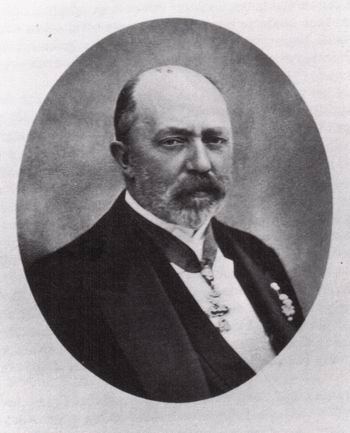
Robert I. von Parma, um 1900

Herzog Robert I. Karl Ludwig Maria von Parma aus dem Hause Bourbon-Parma (* 9. Juli 1848 in Florenz; † 16. November 1907 in der Villa delle Pianore bei Lucca, Italien) war bis 1859 der letzte regierende Herzog von Parma, Piacenza und Guastalla.

## Leben
Robert war der älteste Sohn von Herzog Karl III. von Parma (1823–1854) und seiner Gattin Prinzessin Louise Marie Therese von Frankreich (1819–1864) aus dem Hause Bourbon, einzige Tochter des Herzogs von Berry, Charles Ferdinand de Bourbon, und seiner Gattin Prinzessin Maria Karolina von Neapel-Sizilien.
Am 26. März 1854 wurde sein Vater, Herzog Karl III., bei einem Attentat so gefährlich durch Dolchstiche verwundet, dass er tags darauf verstarb, worauf sein ältester Sohn als Herzog Robert I. proklamiert wurde. Für den noch unmündigen Herzog übernahm dessen Mutter, die Schwester des Grafen von Chambord, die Regentschaft. Ihre kluge Regierung verschaffte ihr persönlich hohes Ansehen, konnte jedoch den Sturz der Dynastie nach der militärischen Niederlage der Schutzmacht Österreich im Sardinischen Krieg 1859 gegen Napoleon III. und das Königreich Sardinien-Piemont nicht verhindern. Im Juni 1859 flüchtete die Herzogin-Regentin mit ihren Kindern vor den piemontesischen Truppen in die Schweiz und später nach Österreich. Im März 1860 schlossen die Revolutionäre das Doppelherzogtum Parma und Piacenza dem Königreich Sardinien an, es ging 1861 im neuen Einheitsstaat Italien auf.

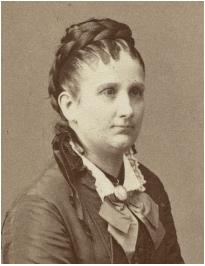
1. Ehefrau Prinzessin Maria Pia von Neapel-Sizilien (1849–1882), 12fache Mutter

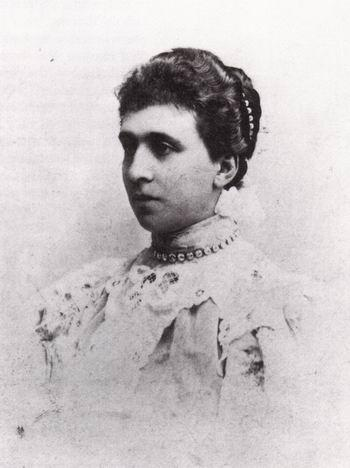
2. Ehefrau Infantin Maria Antonia von Portugal (1862–1959), ebenfalls 12fache Mutter

Robert heiratete am 5. April 1869 auf Schloss San Martino bei Lucca seine Cousine (2. Grades) Prinzessin Maria Pia von Neapel-Sizilien (1849–1882), Tochter König Ferdinand II. und seiner zweiten Gattin Erzherzogin Maria Theresia von Österreich. Einige Kinder waren geistig und körperlich behindert. Dies ergab sich durch die zu nahe Verwandtschaft der Eheleute. Aus der Ehe gingen zwölf Kinder hervor:
- Marie Louise Pia Theresa Anna (1870–1899) ⚭ 1893 Fürst Ferdinand I. von Bulgarien aus dem Haus Sachsen-Coburg und Gotha
- Ferdinand Maria Karl (1871–1872)
- Luisa Maria Annunziata Theresia (1872–1943)
- Heinrich Maria Albert Ferdinand Karl Pius Ludwig Anton (1873–1939) 1907–1939 (Titular–)Herzog von Parma
- Maria Immaculata Luisa Franziska (1874–1914)
- Joseph I. Maria Peter Paul Franz (1875–1950) 1939–1950 (Titular–)Herzog von Parma
- Maria Theresia Pia (1876–1959)
- Maria Pia Antoinette (1877–1915)
- Beatrice Colomba Maria Immacolata Leonie (1879–1946) ⚭ 1906 Graf Peter Lucchesi Palli
- Elias Robert Karl Maria Pius (1880–1959) ⚭ 1903 Erzherzogin Maria Anna Isabella von Österreich-Teschen, 1950–1959 (Titular–)Herzog von Parma
- Maria Anastasia (*/† 1881)
- Augusta (*/† 1882)

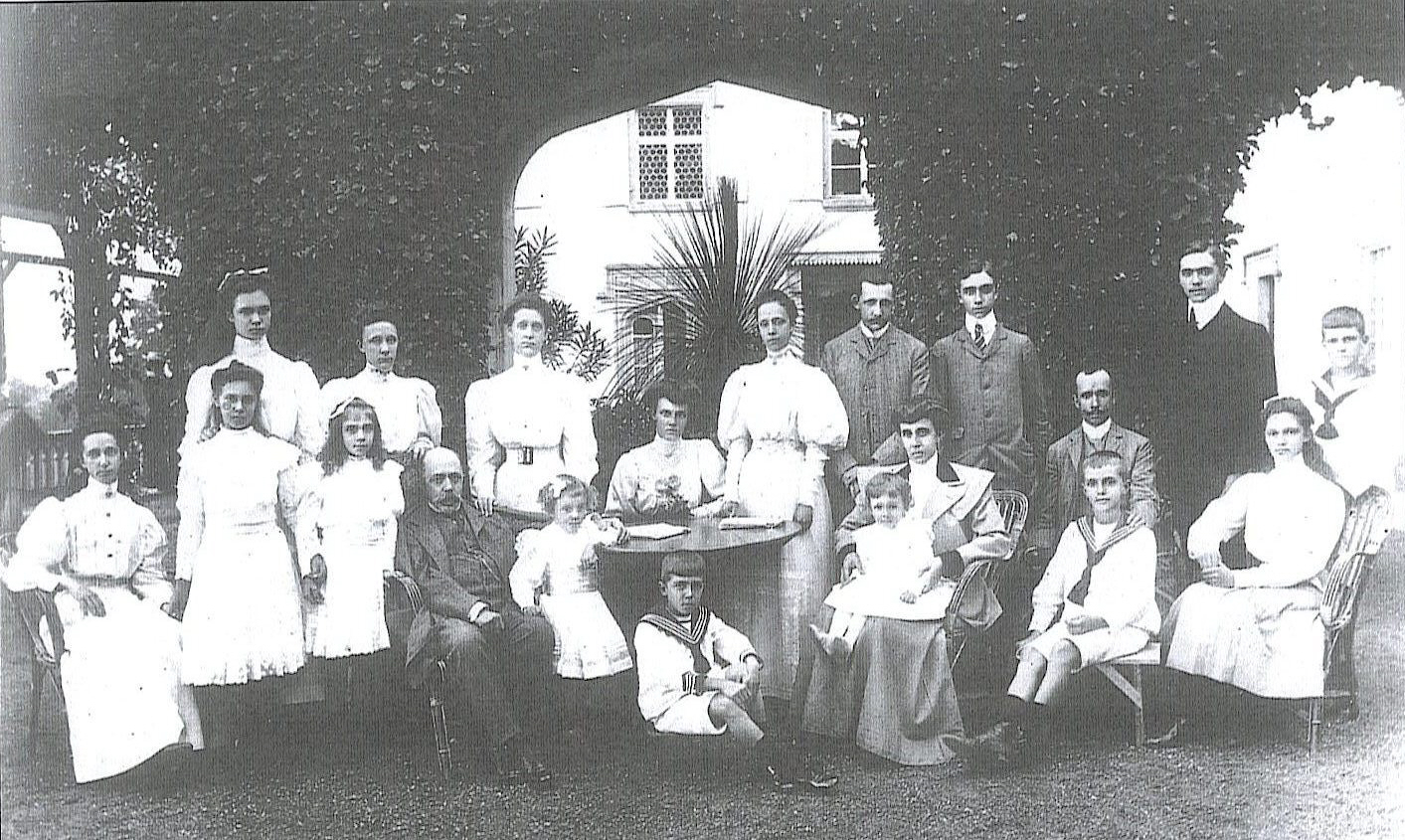
Herzog Robert mit seinen achtzehn Kindern

In zweiter Ehe heiratete Robert am 15. Oktober 1884 auf Schloss Fischhorn nahe Zell am See die Infantin Maria Antonia von Portugal (1862–1959), Tochter von König Michael I. aus dem Haus Braganza und seiner Gattin Prinzessin Adelheid von Löwenstein-Wertheim-Rosenberg. Aus der Ehe gingen ebenfalls zwölf Kinder hervor:
- Adelheid Erika Pia Antonia (1885–1959), Nonne als Schwester Benedikta
- Sixtus Ferdinand Maria Ignazio Alfons Robert (1886–1934) ⚭ 1919 Prinzessin Hedwig de La Rouchefoucauld
- Franz Xaver Karl Maria Anna Ludwig (1889–1977) ⚭ 1927 Prinzessin Madeleine von Bourbon-Busset, 1974–1977 (Titular–)Herzog von Parma
- Franziska Giuseppa Maria Teresa Elisabetta Sofia Anna Luisa Eulalia Micaela Raffaela Gabriella (1890–1978)
- Zita Maria delle Grazie Micaela Raffaela Gabriella Josepha Antonia Luisa Agnes (1892–1989) ⚭ 1911 späteren Kaiser Karl I. von Österreich-Ungarn
- Felix Maria Vincenz (1893–1970) ⚭ 1919 Großherzogin Charlotte von Luxemburg
- René Karl Maria Joseph (1894–1962) ⚭ 1921 Prinzessin Margarethe von Dänemark, Tochter von Prinz Waldemar von Dänemark
- Maria Antonia Sofia Ludovika Josepha Micaela Gabriella Raffaela Anna (1895–1977)
- Isabella Maria Anna (1898–1984)
- Ludwig Karl Maria Leopold Robert (1899–1967) ⚭ 1939 Prinzessin Maria von Italien, Tochter König Viktor Emanuel III.
- Henrietta Anna Maria Immacolata Ludovika Antonia (1903–1987)
- Gaetano Maria Joseph Pius (1905–1958) ⚭ 1931–1955 Prinzessin Margarethe Marie Therese von Thurn und Taxis

Seit 27. August 1889 war Robert von Bourbon-Parma im Besitz von Schloss Schwarzau am Steinfeld in Niederösterreich. Er veränderte das Schlossgelände in Schwarzau durch zahlreiche Um- und Zubauten.

## Zitat
Herzog Robert war ein gemütlicher Mann ohne große Herrscherambitionen und hatte sich mit dem Verlust abgefunden.

„Wir sind französische Fürsten, die in Italien regiert haben“